# Helmer Smeds
Helmer Smeds, född 29 juli 1908 i Petalax, död 8 december 1967 i Helsingfors, var en finlandssvensk geograf.
Smeds blev filosofie doktor 1935 på avhandlingen Malaxbygden. Han var professor i ekonomisk geografi vid Svenska handelshögskolan 1942–1950, därefter professor i geografi vid Helsingfors universitet. Han förvärvade ryktbarhet som kulturgeograf genom fyra forskningsresor till Etiopien på 1950- och 60-talen. Han utgav bland annat Svenska Österbotten: Vasatrakten (1953).
Åren 1945–1948 satt han i Riksdagen för Svenska folkpartiet.